# Sandra Klemenschits
Sandra Klemenschits (Wenen, 13 november 1982) is een tennisspeelster uit Oostenrijk. Ze begon op zevenjarige leeftijd met tennis, en is de tweelingzus van Daniela Klemenschits. Zij speelde samen met haar zus dubbelspeltoernooien, totdat in 2007 bij beiden een weinig voorkomende vorm van kanker (plaveiselcelcarcinoom) werd geconstateerd. Omdat hun verzekering de kosten van behandeling niet vergoedde, werd door de WTA-organisatie en haar leden een veiling georganiseerd waarmee 70.000 dollar werd opgehaald. Daniela overleed op 9 april 2008 op het moment dat het met Sandra juist beter ging. Sandra Klemenschits ging weer vol trainen en kwam daarmee sterker terug dan daarvoor.

## Posities op deWTA-ranglijst
Positie per einde seizoen:
| jaartal | ranking enkelspel | ranking dubbelspel |
| ------- | ----------------- | ------------------ |
| 1999    | 737               | 748                |
| 2000    | 396               | 429                |
| 2001    | 324               | 232                |
| 2002    | 476               | 280                |
| 2003    | 381               | 184                |
| 2004    | 479               | 183                |
| 2005    | 707               | 100                |
| 2006    | –                 | 190                |
| 2007    | –                 | 719                |
| 2008    | –                 | 401                |
| 2009    | –                 | 93                 |
| 2010    | –                 | 111                |
| 2011    | –                 | 80                 |
| 2012    | –                 | 97                 |
| 2013    | –                 | 61                 |
| 2014    | –                 | 147                |
| 2015    | –                 | 183                |

## Palmares
| Legenda                | Legenda                  |
| ---------------------- | ------------------------ |
| Grandslamtoernooi      |                          |
| Olympische Spelen      |                          |
| Year-End Championships |                          |
| tot 2009               | 2009 – 2020 / vanaf 2021 |
| Tier I                 | Premier Mandatory        |
| Tier II                | Premier Five / WTA 1000  |
| Tier III               | Premier / WTA 500        |
| Tier IV & V            | International / WTA 250  |
|                        | Challenger / WTA 125     |

### WTA-finaleplaatsen dubbelspel
| nr.              | finale     | toernooi        | ondergrond | partner              | tegenstandsters                       | score    |         |
| ---------------- | ---------- | --------------- | ---------- | -------------------- | ------------------------------------- | -------- | ------- |
| gewonnen finales |            |                 |            |                      |                                       |          |         |
| 1.               | 2013-07-21 | WTA Bad Gastein | gravel     | Andreja Klepač       | Kristina Barrois Eléni Daniilídou     | 6-1, 6-4 | details |
| verloren finales |            |                 |            |                      |                                       |          |         |
| 1.               | 2005-05-21 | WTA Istanbul    | gravel     | Daniela Klemenschits | Marta Marrero Antonella Serra Zanetti | 4-6, 0-6 | details |
| 2.               | 2011-04-24 | WTA Fez         | gravel     | Nina Brattsjikova    | Andrea Hlaváčková Renata Voráčová     | 3-6, 4-6 | details |

### Gewonnen ITF-toernooien enkelspel
| nr. | datum      | toernooi    | prijzengeld | tegenstandster           | score               |
| --- | ---------- | ----------- | ----------- | ------------------------ | ------------------- |
| 1.  | 31-07-2000 | Rabat       | $10.000     | Jekaterina Kozjochina    | 7-5 6-1             |
| 2.  | 02-10-2000 | Caïro       | $10.000     | Zuzana Kučová            | 1-4 2-4 4-1 5-4 5-3 |
| 3.  | 23-04-2001 | Bournemouth | $10.000     | Natalja Egorova          | 4-6 6-2 6-0         |
| 4.  | 14-10-2001 | Gizeh       | $10.000     | Goelnara Fattachetdinova | 6-3 6-3             |
| 5.  | 10-01-2005 | Dubai       | $10.000     | Kira Nagy                | 6-4 6-1             |

### Gewonnen ITF-toernooien dubbelspel
| nr. | finale     | toernooi          | dotatie  | partner              | tegenstandsters in finale                  | score             |
| --- | ---------- | ----------------- | -------- | -------------------- | ------------------------------------------ | ----------------- |
| 1.  | 2000-08-06 | Rabat             | $10.000  | Daniela Klemenschits | Bianca Kamper Jekaterina Kozjochina        | 7-6, 6-0          |
| 2.  | 2000-10-08 | Caïro             | $10.000  | Daniela Klemenschits | Andrea Masaryková Aliénor Tricerri         | 4-1, 4-1, 4-2     |
| 3.  | 2000-10-15 | Caïro             | $10.000  | Daniela Klemenschits | Barbora Blahutiakova Zuzana Kučová         | 4-0, 4-0, 4-0     |
| 4.  | 2000-11-26 | Beër Sjeva        |          | Daniela Klemenschits | Giulia Meruzzi Leonne Muller van Moppes    | 4-0, 4-0, 5-3     |
| 5.  | 2001-03-11 | Buchen            | $10.000  | Daniela Klemenschits | Adrienn Hegedűs Eszter Molnár              | 7-6, 7-6          |
| 6.  | 2001-04-08 | Athene            | $10.000  | Daniela Klemenschits | Marijana Kovačević Biljana Pavlova         | 6-3, 7-5          |
| 7.  | 2001-04-22 | Belgrado          | $10.000  | Daniela Klemenschits | Dragana Ilić Ana Timotić                   | 6-2, 6-1          |
| 8.  | 2001-05-13 | Tortosa           | $10.000  | Daniela Klemenschits | Séverine Beltrame Capucine Rousseau        | 6-3, 6-3          |
| 9.  | 2001-10-21 | Gizeh             | $10.000  | Daniela Klemenschits | Olena Antypina Joeliana Fedak              | 6-4, 6-3          |
| 10. | 2001-11-25 | Mallorca          | $10.000  | Daniela Klemenschits | Silvia Disderi Anna Floris                 | 7-5, 6-4          |
| 11. | 2001-12-02 | Mallorca          | $10.000  | Daniela Klemenschits | Silvia Disderi Anna Floris                 | 6-3, 6-4          |
| 12. | 2002-04-21 | Hvar              | $10.000  | Daniela Klemenschits | Olena Antypina Lenka Tvarošková            | 4-6, 6-3, 6-0     |
| 13. | 2002-05-12 | Zadar             | $10.000  | Daniela Klemenschits | Tina Hergold Sanda Mamić                   | 6-4, 6-4          |
| 14. | 2002-06-23 | Velp              | $10.000  | Daniela Klemenschits | Kika Hogendoorn Helena Ejeson              | 6-2, 6-1          |
| 15. | 2002-09-29 | Sopron            | $10.000  | Daniela Klemenschits | Milena Nekvapilová Hana Šromová            | 6-7, 6-2, 6-2     |
| 16. | 2003-05-04 | Pula              | $10.000  | Daniela Klemenschits | Jana Macurová Zuzana Zemenová              | 6-2, 6-2          |
| 17. | 2004-05-02 | Tarente           | $25.000  | Daniela Klemenschits | Stefanie Haidner Patricia Wartusch         | 6-2, 6-1          |
| 18. | 2004-12-19 | Valašské Meziříčí | $25.000  | Daniela Klemenschits | Lucie Hradecká Eva Hrdinová                | walk-over         |
| 19. | 2005-01-15 | Dubai             | $10.000  | Daniela Klemenschits | Kristina Grigorian Oksana Ljoebtsova       | 7-5, 6-1          |
| 20. | 2006-11-05 | Erding            | $10.000  | Daniela Klemenschits | Carmen Klaschka Annette Kolb               | 1-6, 6-3, 6-2     |
|     |            |                   |          |                      |                                            |                   |
| 21. | 2008-08-30 | Pörtschach        | $10.000  | Barbara Hellwig      | Dalila Jakupović Sofiya Kovalets           | 2-6, 6-2, [10-7]  |
| 22. | 2009-01-17 | Glasgow           | $10.000  | Claudine Schaul      | Nicolette van Uitert Viktoria Yemialyanava | 6-3, 4-6, [10-7]  |
| 23. | 2009-03-01 | Biberach          | $50.000  | Melanie Klaffner     | Kristina Barrois Yvonne Meusburger         | 3-6, 6-4, [17-15] |
| 24. | 2009-05-30 | Grado             | $25.000  | Anikó Kapros         | Jorgelina Cravero Anna Tatishvili          | 6-3, 6-0          |
| 25. | 2009-06-19 | Padua             | $25.000  | Anikó Kapros         | Elena Pioppo Valentina Sulpizio            | 7-6, 6-1          |
| 26. | 2009-08-07 | Monteroni         | $25.000  | Patricia Mayr        | Margalita Tsjachnasjvili Nicole Clerico    | 6-3, 6-4          |
| 27. | 2009-08-14 | Trnava            | $25.000  | Vladimíra Uhlířová   | Michaela Paštiková Darina Sedenková        | 6-4, 6-2          |
| 28. | 2009-09-12 | Biella            | $100.000 | Vladimíra Uhlířová   | Darija Koestova Renata Voráčová            | 4-6, 6-3, [10-6]  |
| 29. | 2009-09-19 | Mestre            | $50.000  | Romina Oprandi       | Kristina Barrois Yvonne Meusburger         | 6-4, 6-1          |
| 30. | 2009-12-05 | Přerov            | $25.000  | Andreja Klepač       | Darija Jurak Katalin Marosi                | 7-6, 3-6, [10-7]  |
| 31. | 2010-06-18 | Padua             | $25.000  | Andreja Klepač       | Claudia Giovine Valentina Sulpizio         | 4-6, 6-4, [10-5]  |
| 32. | 2010-06-25 | Getxo             | $25.000  | Andreja Klepač       | Lu Jingjing Laura Siegemund                | 6-0, 6-0          |
| 33. | 2010-08-21 | Olomouc           | $25.000  | Patricia Mayr        | Iveta Gerlová Lucie Kriegsmannová          | 6-3, 6-1          |
| 34. | 2010-10-24 | Saint-Raphaël     | $50.000  | Tatjana Malek        | Estrella Cabeza Candela Laura Pous Tió     | 6-2, 6-4          |
| 35. | 2011-04-15 | Casablanca        | $25.000  | Kristina Mladenovic  | Magda Linette Katarzyna Piter              | 6-3, 3-6, [10-8]  |
| 36. | 2011-08-07 | Hechingen         | $25.000  | Tatjana Malek        | Korina Perkovic Laura Siegemund            | 4-6, 6-2, [10-7]  |